# Max Romih
Max Romih, conosciuto anche come Massimiliano Romi (Pinguente, 22 maggio 1893 – 24 aprile 1979), è stato uno scacchista italiano.

## Biografia
Nato in Istria a Pinguente (ora Buzet, Croazia) e fu prima cittadino dell'Impero austro-ungarico e successivamente, grazie alla prima guerra mondiale e la relativa annessione della Venezia Giulia al Regno d'Italia, cambiò il proprio nome in Massimiliano divenendo di fatto cittadino italiano. Qualche tempo dopo con l'avvento del fascismo  cambiò obbligatoriamente il cognome in Romi. L'"h" finale, comunque continuò ad apparire fino al torneo di Sanremo del 1930.
Partecipò a 14 finali dei campionati nazionali, dalla prima edizione del 1921 vinta da Davide Marotti a Viareggio, fino alla XXXI del 1970 vinta da Stefano Tatai a Sottomarina. Fu secondo a Milano nel 1931 dietro Stefano Rosselli del Turco, a Firenze nell'edizione del 1935 vinta da Antonio Sacconi, e a Rovigo nel 1956 quando vinse Giorgio Porreca.
In campo internazionale vinse nel 1925 a Scarborough, giunse 3º nel 1926 a Hyères, 7º nel 1929 a Venezia, ultimo di 16 nel 1930 a Sanremo nel torneo vinto da Alexandre Alekhine, 4º nel 1938 a Parigi e 2º, dietro a Esteban Canal, a Reggio Emilia nel 1947. Moltissime sono comunque le sue partecipazioni soprattutto in Francia e Regno Unito tra il 1922 e il 1939.
Nel 1927 a Londra giocò un match su 2 partite con Aaron Nimzowitsch (+0 =1 -1); nel 1931 pareggiò 2-2 un match con Andor Lilienthal.
Romih rappresentò l'Italia anche in cinque edizioni delle Olimpiadi degli scacchi ottenendo i seguenti risultati:
| Edizione      | +1 | ½ | 0  |
| ------------- | -- | - | -- |
| Parigi 1924   | 5  | 3 | 5  |
| Londra 1927   | 3  | 3 | 9  |
| Praga 1931    | 5  | 3 | 10 |
| Varsavia 1935 | 5  | 3 | 9  |
| Monaco 1936   | 6  | 3 | 11 |